# Ферлах
Ферлах град је у Аустрији у покрајини Корушка. Налази око 18 км јужно од Клагенфурта и лежи на реци Драви.

## Становништво
| 1971. | 1981. | 1991. | 2001. | 2011. |
| ----- | ----- | ----- | ----- | ----- |
| 7.711 | 7.623 | 7.464 | 7.602 | 7.295 |

По процени из 2016. у граду је живело 7.174 становника, од чега око 9% чине корушки Словенци.